# École de leadership et de recrues des Forces canadiennes
 (août 2025).
Motif : Où sont les sources démontrant l'admissibilité au regard de WP:CAAN?
- Archive Wikiwix
- Bing
- Cairn
- DuckDuckGo
- E. Universalis
- Gallica
- Google
- G. Books
- G. News
- G. Scholar
- Persée
- Qwant
- (zh) Baidu
- (ru) Yandex
- (wd) trouver des œuvres sur Wikidata

| 1. | Préciser le motif de la pose du bandeau. | Précisez le motif de la pose du bandeau en utilisant la syntaxe suivante : {{admissibilité à vérifier\|date=août 2025\|motif=remplacez ce texte par le motif}}                                                                |
| 2. | Informer les utilisateurs concernés.     | Pensez à avertir le créateur de l'article, par exemple, en insérant le code ci-dessous sur sa page de discussion : {{subst:avertissement admissibilité à vérifier\|École de leadership et de recrues des Forces canadiennes}} |

 (septembre 2015).
Si vous disposez d'ouvrages ou d'articles de référence ou si vous connaissez des sites web de qualité traitant du thème abordé ici, merci de compléter l'article en donnant les références utiles à sa vérifiabilité et en les liant à la section « Notes et références ».

Les activités de l’École de leadership et de recrues des Forces canadiennes (ELRFC) se déroulent sur le site de la Garnison Saint-Jean située à Saint-Jean-sur-Richelieu, Québec.
L’ELRFC est responsable de l’entraînement de base pour les officiers et les militaires du rang qui joignent la Force régulière des Forces armées canadiennes. L’ELRFC est aussi responsable de programmes de perfectionnement professionnel pour les officiers et les militaires du rang.
La devise de l'école est "Apprendre à servir"